# The Kid from Amarillo
The Kid from Amarillo è un film del 1951 diretto da Ray Nazarro.
È un western statunitense con Charles Starrett, Smiley Burnette e Harry Lauter. Fa parte della serie di film western della Columbia incentrati sul personaggio di Durango Kid.

## Produzione
Il film, diretto da Ray Nazarro su una sceneggiatura di Barry Shipman, fu prodotto da Colbert Clark per la Columbia Pictures e girato nell'Iverson Ranch a Chatsworth, Los Angeles, California, dal 17 maggio al 25 maggio 1951.

## Distribuzione
Il film fu distribuito negli Stati Uniti dal 30 ottobre 1951 al cinema dalla Columbia Pictures.
Altre distribuzioni:
- in Brasile (Contrabandistas da Fronteira)
- nel Regno Unito (Silver Chains)

## Promozione
Le tagline sono:
- Charles "Bulls Eye" Starrett and Smiley "Bull Artist" Burnette in...
- Charles STARRETT shoots the badmen! and Smiley BURNETTE shoots the bull!
- Charles STARRETT knocks 'em dead---as the first T-Man...and Smiley BURNETTE scores a bulls eye---shooting the bull!